# Заручники (фільм, 1913)
«Заручники» (англ. Held for Ransom) — американська короткометражна драма режисера Оскара Апфеля 1913 року.

## Сюжет
Молодого Гордона Гранта обдурив Сайрус Брукс, багатий фінансист. Гордон вирушає додому в Вірджинію, бере свої пожитки, і стає відлюдником у високій гірській хатині. Одного разу авто зупиняється на горі. У ній Брукс і його дочка, в той час як Брукс і шофер пішли на допомогу, Гордон несе дівчинку до своєї хатини. Він повідомляє Брукса, що його дочка утримується з метою отримання викупу. Одного разу на горі вона і Гордон побачити легендарного привида, утвореного з туману. Гордон приймає це як знак, що він зробив щось не так, і вертає дівчину безкоштовно. Вона йде і благає її батька, щоб він повернув Гранту його гроші і погрожує повернутися до Гордона, якщо він цього не зробить. Старий пом'якшується і дає їй гроші, які вона віддає Гордону. Вона і Гордон полюбили один одного, і вони повертаються в світ разом.

## У ролях
- Ірвінг Каммінгс — Гордон Грант
- Ральф Льюїс — Сайрус Брукс
- Ірен Гоулі — міс Брукс — дочка Сайруса
- Едвард П. Салліван
- Сью Бальфур